# Rómulo Loredo Alonso
Rómulo Loredo Alonso (*Jatibonico, Camagüey (Cuba); 6 de julio de 1925 – † Camagüey, Cuba; 2 de septiembre de 2002), calificado por Eduardo Robreño como el que mejor ha tratado la temática campesina en el teatro cubano, fue un político, pensador, periodista, escritor, poeta y cubano, uno de los mayores exponentes de los antecedentes culturales cubanos, anclado en lo popular y amante de lo humorístico.

## Biografía
Nace el 6 de julio de 1925, en Jatibonico, Camagüey, hoy municipio de la provincia Sancti Spíritus. Sus padres fueron Severiano Loredo Antigua y Agustina Alonso Castro. Nació en el seno de una humilde familia de obreros azucareros, a mitad de la segunda década del pasado siglo en el poblado de Jatibonico.  

Yo nací en un rincón camagüeyano 
cobijado a la sombra de un central.

Cursó la enseñanza primaria en la escuela Pública del Batey del Ingenio, el 3º Escuela Pública Nº 1 de Jatibonico; e inició estudios de bachillerato en el Instituto de Ciego de Ávila, los cuales abandonó debido a problemas económicos de su familia, por lo que comienza a trabajar desde los quince años. Realizó estudios autodidactas sobre todo de español, historia y literatura. 
Toda su infancia y parte de la juventud, transcurrió en medio de campiñas, cañas de azúcar y punto guajiro, lo que le sirvió de inspiración hasta los últimos años de su vida. 
Inició su actividad literaria como poeta en 1948, en el mensuario El Veguero Libre, labor que luego extendió a otros géneros, en los periódicos: La Prensa y Excelsior, de la propia localidad. 
Antes del triunfo revolucionario se desempeñó como aprendiz y dependiente de un establecimiento mixto, gerente de joyería, viajante de libros, etc. La década de los cincuenta fue una etapa muy convulsa para el pueblo cubano, el despertar de un accionar verdaderamente revolucionario, unido a la represión constante y sangrienta por parte del régimen batistiano, provocaron en muchos escritores jóvenes que simpatizaban con el movimiento gestante, una sed de justicia e igualdad social que proclamaron mediante la denuncia, es precisamente en esta época cuando el joven Rómulo que, a partir de 1952, comienza a desempeñarse como viajante de libros de una firma estadounidense viajando así por toda la isla. Conoce y fomenta relaciones con poetas de la talla de Samuel Feijóo, Manuel Navarro Luna, y Nicolás Guillén, entre otros. Posteriormente se integra en el grupo Tiempo Nuevo organizado por González de Cascorro, donde a manera de tertulias, se debatían aspectos de la vida cultural y política del país. Gracias a estos encuentros, lo que en algún momento fue en Loredo una preocupación por la situación de su país, se fue transformando poco a poco en un profundo sentimiento de nacionalidad. De aquí surgió la idea de publicar su obra prima "Sueños de Azúcar" (1954). Libro compuesto por una serie de composiciones poéticas donde se critica duramente los abusos que cometían los grandes hacendados hacia los campesinos a la vez que se defiende al guajiro y sus tradiciones. 
En 1955 contrae matrimonio con Arminda Carballo Días, la que fue su compañera hasta los últimos días de su vida.
A partir de 1962 ocupó los siguientes cargos dentro del Ministerio de Cultura: Delegado Municipal de Cultura en Jatibonico (1962-66), Asesor literario del movimiento teatral de aficionados de Camagüey (1967-68), Director Provincial de Literatura (1969-82), asesor teatral del Conjunto Dramático de Camagüey (1982-85) y presidente del Comité Provincial de la Unión de Escritores y Artistas de Cuba (1985-87). 
Se traslada a vivir a la ciudad de Camagüey en 1977. En 1980 comenzó a colaborar como guionista en la radio provincial. Algunas de sus obras han sido llevadas a la televisión y a la radio, y tanto sus textos poéticos, como dramáticos han sido compilados en su país.
Su obra para niños La guarandinga de Arroyo Blanco fue traducida y publicada en varios idiomas. Colaboró de forma permanente desde 1982 en el periódico Adelante de esa ciudad, y de forma esporádica en La Gaceta de Cuba. Sus obras Carnaval de Palmarito y Cantar por Tilín García resultaron premio provincial de teatro del Consejo Nacional de Cultura en 1966 y mención en el concurso José A. Ramos, de la Unión de Escritores y Artistas de Cuba, en 1970, respectivamente. La guarandinga de Arroyo Blanco recibió mención en el concurso La Edad de Oro 1974 y Las mil y una noches guajiras igual distinción en el José A. Ramos de 1980. Otras de sus obras estrenadas son Domingo de picnic (1963), así como las versiones de Mefistófeles (1966), La botija y la felicidad (1967), Pedro Manso (1967), Bufos de fin de siglo (1968), Matrimonio por decreto (1970), El médico improvisado (1983), El velorio de Pachencho (1984) y Donde comen dos... (1985). También han sido puestas por grupos de aficionados sus comedias breves Las malangas y Nueva tierra de Jauja. Versiones de varias piezas suyas se han representado en Nicaragua, Etiopía, Ecuador y Brasil. 
Asistió como delegado a diversos eventos literarios, forums y congresos de la Unión de Escritores y Artistas de Cuba y visitó la URSS, Polonia y Bulgaria. 
Le fueron conferidas entre otras, la Distinción por la Cultura Nacional, la Raúl Gómez García y Diploma por 20 años de trabajo con el Movimiento de Aficionados. Presidió la Asociación de literatura del Departamento de Arte en el Comité Provincial de la Unión de Escritores y Artistas de Cuba de Camagüey. 
Sus obras Carnaval de Palmarito y Cantar por Tilín García y resultaron premio provincial de teatro del Consejo Nacional de Cultura en 1966 y mención en el concurso José A. Ramos, de la Unión de Escritores y Artistas de Cuba, en 1970. 
Su último libro publicado fue Teatro para todos, una selección de cuatro de sus obras más populares. Rómulo Loredo Alonso falleció el 2 de septiembre de 2002. 